# Brenton Griffiths
Brenton Griffiths (Spanish Town, 9 februari 1991) is een Jamaicaans voetballer die bij voorkeur als verdediger speelt. Hij verruilde in augustus 2014 Colorado Rapids voor Orange County Blues.

## Clubcarrière
Griffiths werd in de tweede ronde van de MLS Supplemental Draft 2013 gekozen door Colorado Rapids. Op 18 mei 2013 maakte hij tegen San Jose Earthquakes zijn debuut voor Colorado. Op 8 augustus 2014 tekende hij bij Orange County Blues, op dat moment actief in de USL Pro.